# David Alvarez (actor)
David Alvarez (nacido el 11 de mayo de 1994) es un bailarín y actor canadiense.

## Trayectoria
Alvarez es mejor conocido por ser uno de los Billys originales en la producción de Broadway de Billy Elliot The Musical y convertirse en uno de los ganadores más jóvenes del Premio Tony al Mejor Actor en una Papel protagónico en un musical. 
Se formó como bailarín en el American Ballet Theatre e interpreta a Bernardo en la versión cinematográfica de 2021 de West Side Story de Steven Spielberg.

## Vida personal
En 2008, Álvarez fue incluido como uno de los 10 mejores bailarines de ballet jóvenes a seguir por la revista Dance Spirit.
Para complementar sus habilidades de baile y actuación, Álvarez se formó en piano clásico en la "Escuela de Música de la 92nd Street Y, donde recibió la beca al mérito Recanati-Kaplan.

## Filmografía

### Cine
| Año  | Título                  | Rol      | Notas        |
| ---- | ----------------------- | -------- | ------------ |
| 2011 | S.W.A.T.                | Chico V. | Cortometraje |
| 2013 | Child's Play            | Nicolas  | Cortometraje |
| 2014 | Fitted                  |          | Cortometraje |
| 2016 | We Regret to Inform You | Difunto  | Cortometraje |
| 2021 | West Side Story         | Bernardo |              |
| 2021 | The Stamp Collector     | Rhodes   | Cortometraje |

### Televisión
| Año  | Título        | Rol           | Notas       |
| ---- | ------------- | ------------- | ----------- |
| 2021 | American Rust | Isaac English | 9 episodios |